# Казория
Казо̀рия (на италиански: Casoria) е град и община в Южна Италия, провинция Неапол, регион Кампания. Разположен е на 60 m надморска височина. Населението на града е 79 514 души (към 31 март 2011 г.).